# Waiting for That Day
Waiting for That Day is een nummer van de Britse zanger George Michael uit 1991. Het is de vijfde single van zijn tweede soloalbum Listen Without Prejudice volume 1.
"Waiting for That Day" is een gevoelige ballad die gaat over een jongen wiens relatie net voorbij is gegaan. Hij wil zijn meisje heel graag terug, maar weet ook zeker dat hij haar nooit meer zal zien. Ondanks dat Michael het nummer alleen geschreven heeft, vertonen akkoorden en het ritme veel gelijkenissen met "You Can't Always Get What You Want" van The Rolling Stones. Daarom staan, naast Michael zelf, ook Mick Jagger en Keith Richards vermeld op de credits. De titel "You Can't Always Get What You Want" wordt aan het eind van het nummer ook door Michael gezongen.
Het nummer werd een bescheiden hit in het Verenigd Koninkrijk, waar het de 23e positie haalde. Wereldwijd had het nummer echter niet veel succes. In Nederland haalde het de 79e positie in de Single Top 100.